# Geografia Timoru Wschodniego

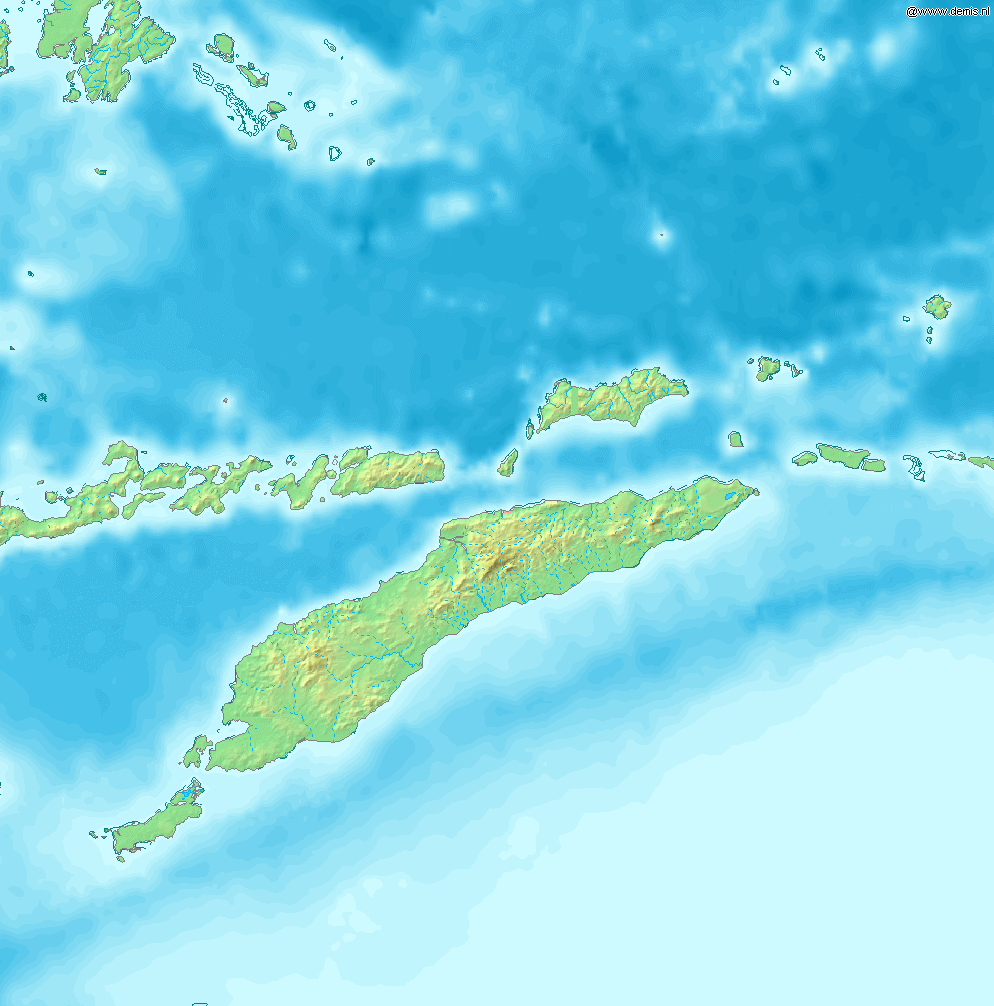
Mapa fizyczna wyspy Timor

Timor Wschodni jest niewielkim państwem leżącym w Azji Południowo-Wschodniej, na wyspie Timor, w archipelagu Małych Wysp Sundajskich, nad morzami Sawu i Banda (Ocean Spokojny) oraz Timor (Ocean Indyjski). Timor Wschodni należy do najmłodszych państw świata, niepodległość uzyskał w 2002 roku.

## Powierzchnia i granice
Powierzchnia – 15 007 km²
Centralny punkt kraju znajduje się na 8°45′S i 126°05′E
Timor Wschodni graniczy ze wszystkich stron z terytorium Indonezji, gdzie przed uzyskaniem niepodległości był jej prowincją. Długość granicy wynosi 228 km.

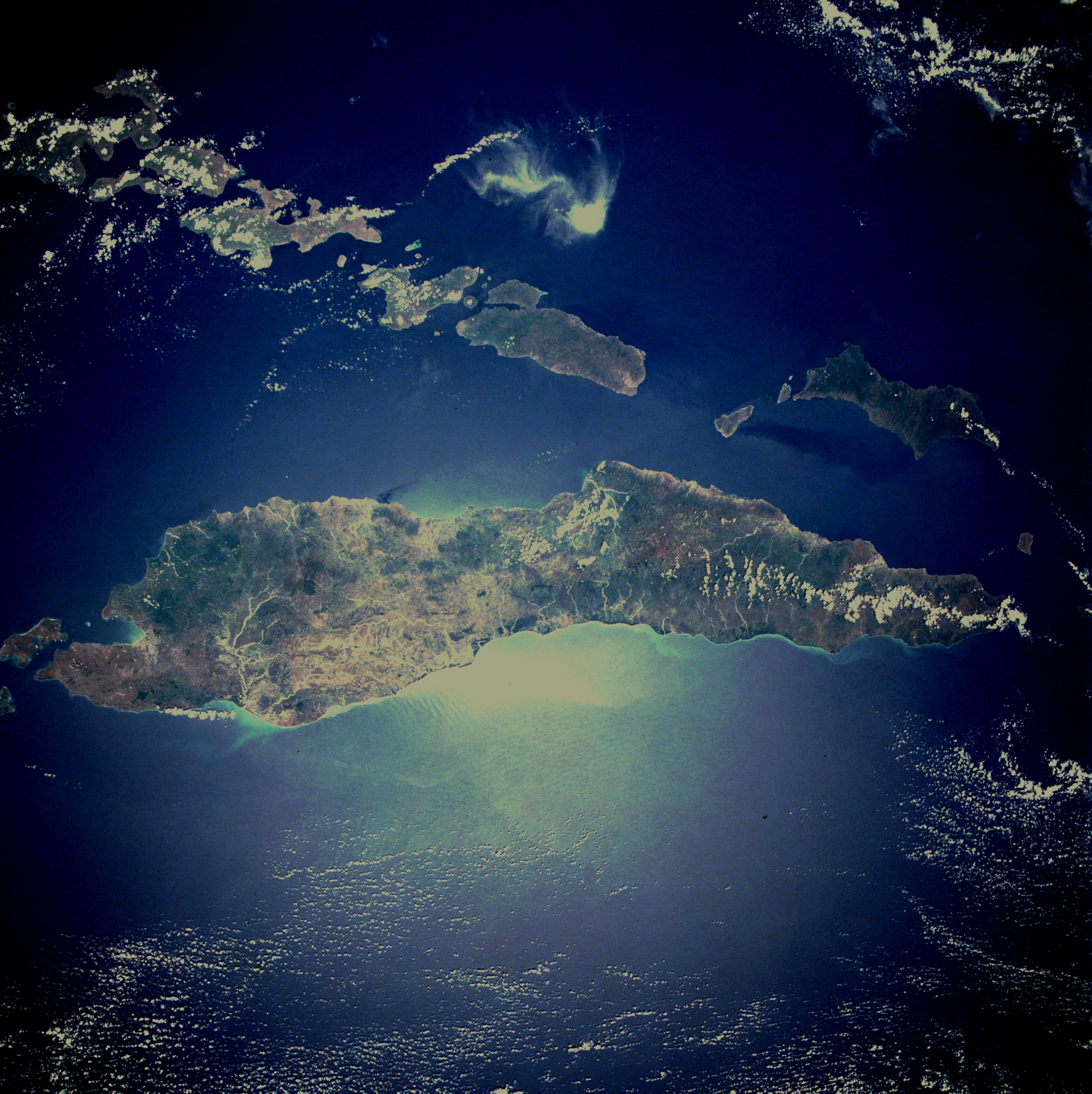
Zdjęcie satelitarne wyspy Timor

## Budowa geologiczna i rzeźba
Cały wyspa Timor należy geologicznie do platformy australijskiej i jest jej północnym przedłużeniem. Timor Wschodni jest krajem górzystym, gdzie niziny ograniczają się do strefy nadbrzeżnej. Wnętrze wyspy zajmuje pasmo fałdowych gór Ramelau, które należą do górskiego systemu sundajskiego i są efektem intensywnych ruchów skorupy ziemskiej, które wykształciły pasma górskie w niemal całej Indonezji. Najwyższym szczytem kraju jest Foho Tatamailau, który wynosi się na 2963 m n.p.m. Timor Wschodni, tak jak większość obszarów wysp indonezyjskich należy do strefy aktywnej sejsmicznie.
Do Timoru Wschodniego należą także dwie niewielkie wyspy: Atauro i Jaco, które leżą w archipelagu Małych Wysp Sundajskich.

## Klimat

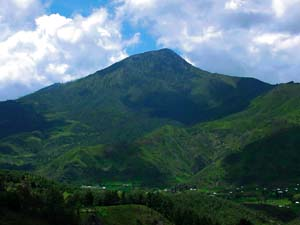
Górzyste wnętrze wyspy

Timor Wschodni leży w strefie klimatu podrównikowego wilgotnego. Cechą charakterystyczną są stosunkowo niskie opady deszczu i typowe dla obszarów podrównikowych temperatury, a także częste burze.
Opady nie są wysokie co jest związane z niekorzystną cyrkulacją monsunową. Zaznacza się dość długa pora sucha, która jest związana z napływem suchych, kontynentalnych mas powietrza znad Australii. Okres suchy ma miejsce od maja do listopada i w tym czasie opady deszczu są niewielkie. Opady minimalne wynoszą około 550 do 1000 mm. Maksimum to 2500 mm, które ogranicza się do strefy wysokogórskiej. Największe opady występują w półroczu zimowym. W okresie pory deszczowej występują obfite opady deszczu, które powodują powodzie.
Temperatury są wysokie i wahają się od 20–33 °C w porze suchej do 29–35 °C w porze deszczowej. Amplitudy są więc stosunkowo wysokie co jest związane z cyrkulacją mas powietrza. Niższe temperatury są notowane w górach.

## Wody
Sieć rzeczna kraju jest gęsta i składa się z krótkich cieków (najdłuższe to Laclo i Loes), spływających symetrycznie ku północy i południu. W górach występują gorące źródła. Rzeki należą do zlewiska Oceanu Spokojnego. Charakteryzują się także zmianami wodostanów, czego przyczyną jest występowanie pory suchej.

## Flora i fauna
Szata roślinna jest bogata, ale w wielu miejscach zdegradowana z powodu działalności człowieka. Głównych zagrożeniem jest wylesianie i postępująca erozja gleb. Naturalną szatę roślinną Timoru Wschodniego stanowią sawanny, przy niedużym udziale lasów monsunowych, gdzie dominują takie gatunki jak eukaliptus i drzewo sandałowe. Na wybrzeżu rosną niewielkie fragmenty lasów namorzynowych.
Timor Wschodni zoogeograficznie należy do Krainy Australijskiej. Występują typowe dla północnej Australii gatunki jak drewniak ciemny i prakolczatka. Bogaty jest świat ptaków. W lasach żyją liczne gady w tym węże takie jak pyton i kobra. Poza nimi występują także krokodyle. Do dużych ssaków należy rzadko występujący nosorożec rogaty.